# Solena (Cucurbitaceae)
Solena là một chi thực vật có hoa trong họ Cucurbitaceae.

## Loài
Chi Solena gồm các loài:
- Solena amplexicaulis (Lam.) Gandhi
- Solena delavayi (Cogn.) C.Y.Wu
- Solena heterophylla Lour.
- Solena umbellata (J.G.Klein ex Willd.) W.J.de Wilde & Duyfjes